# Essence Carson
Essence Carson (* 28. Juli 1986 in Paterson, New Jersey, Vereinigte Staaten) ist eine professionelle Basketball-Spielerin. Zurzeit spielt sie für die New York Liberty in der Women’s National Basketball Association.

## Karriere

### College
Carson studierte von 2004 bis 2008 an der Rutgers University. Carson spielte in dieser Zeit auch für die Rutgers Scarlet Knights, das Damen-Basketballteam der Universität.

### Women’s National Basketball Association
Carson wurde in der WNBA Draft 2008 von der New York Liberty an der siebten Stelle ausgewählt. Ihr WNBA-Debüt feierte sie am 8. Mai in einem Preseason-Spiel gegen die Washington Mystics. Bereits in ihrer ersten Saison stand sie regelmäßig in der Startformation der Liberty.

## Auszeichnungen

### College
- 2005: Big East Academic All-Star
- 2006, 2007: Big East Defensive Player of the Year
- 2007: All-Big East First Team
- 2007: Big East All-Tournament Team
- 2007: Kodak/WBCA Region I All-American